# Округ Форд (Канзас)
Округ Форд (енгл. Ford County) је округ у америчкој савезној држави Канзас. По попису из 2010. године број становника је 33.848. Седиште округа је град Даџ Сити.

## Демографија
Према попису становништва из 2010. у округу је живело 33.848 становника, што је 1.390 (4,3%) становника више него 2000. године.
| Група             | 2000.          | 2010.          |
| Белци             | 18.607 (57,3%) | 14.897 (44,0%) |
| Афроамериканци    | 527 (1,6%)     | 719 (2,1%)     |
| Азијати           | 666 (2,1%)     | 489 (1,4%)     |
| Хиспаноамериканци | 12.231 (37,7%) | 17.321 (51,2%) |
| Укупно            | 32.458         | 33.848         |